# Grubengas
Grubengas ist eine Gasmischung, die in der Erdgeschichte durch Inkohlung entstanden ist und beim modernen Abbau von Steinkohle freigesetzt wird. Sie wird im Bergbaujargon als schlagende Wetter bezeichnet. Hauptbestandteil des Grubengases ist Methan (CH4).

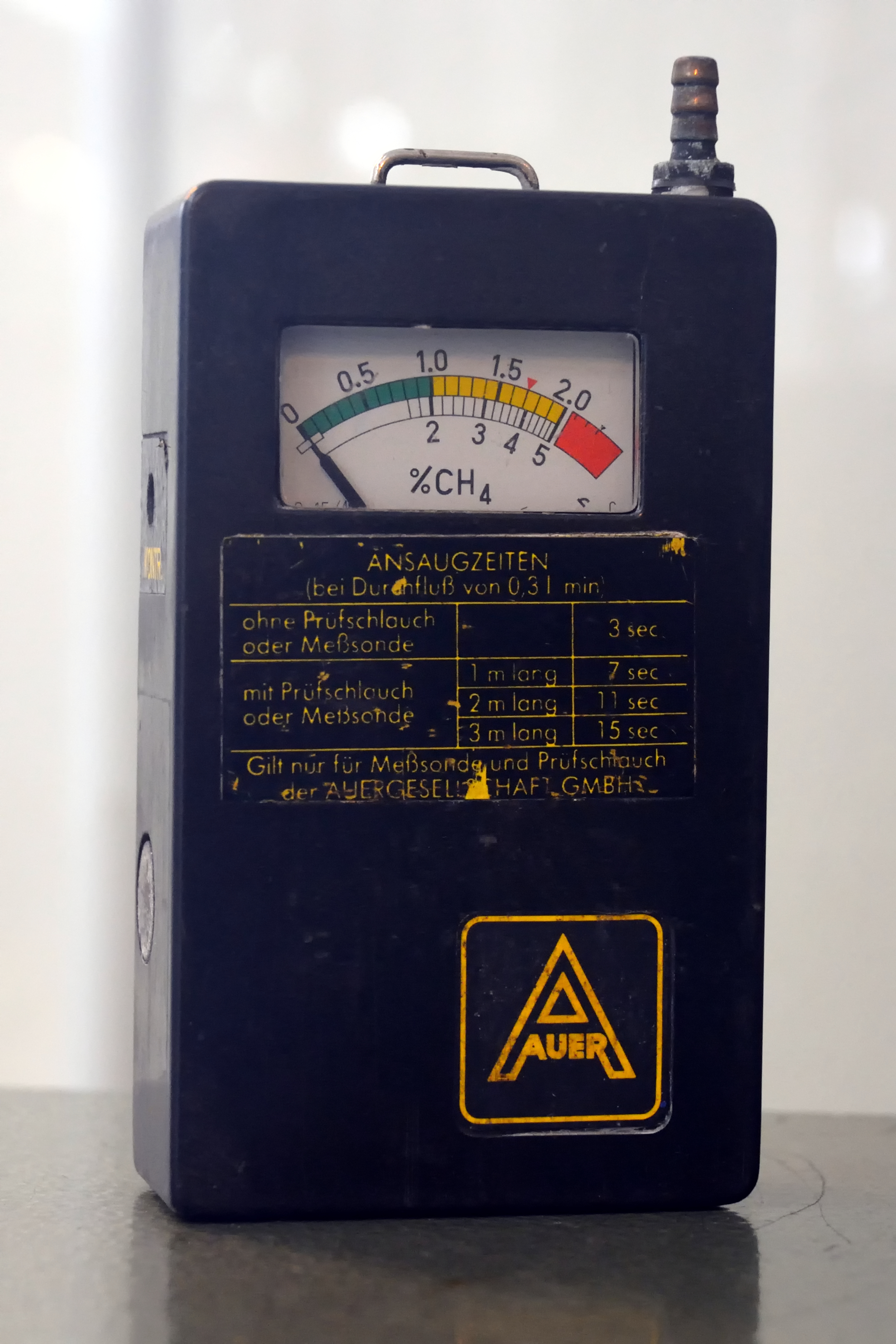
Methanometer der Zeche Zollern

## Bildung des Grubengases
Vor etwa 300 Millionen Jahren waren große Teile Nordwesteuropas mit einem Meeresbecken überdeckt. Das flache Meer verlandete und es bildeten sich Moorlandschaften. In dem feucht-warmen Klima gerieten abgestorbene organische Pflanzenmaterialien unter die Wasseroberfläche. Unter Luftabschluss folgte die Vertorfung. Auf dieser Schicht setzten sich wieder Sedimente ab. Dieser Prozess wiederholte sich mehrfach und führte zu der Flözstruktur. Durch den Druck der abgelagerten Sedimentschicht und die mit der Tiefe zunehmende Temperatur setzte die Bildung von Kohle, die Inkohlung ein. Kohlenstoff und der im organischen Material enthaltene Wasserstoff bildeten Methan. Je nach der Gasdurchlässigkeit der Deckschichten verblieb das Methan als Flözgas in der Kohle. Heute wird in vielen (ehemaligen) Kohlebergbaugebieten weiter Methan gebildet. Das geschieht jedoch nicht geochemisch durch die Inkohlung, sondern biochemisch durch Mikroben. Das passiert etwa tief unter dem Ruhrgebiet und unter dem Münsterland.

## Freisetzung von Grubengas durch Bergbauaktivitäten
Das Grubengas ist das Flözgas, das durch das Verritzen der Kohle beim Bergbau freigesetzt wird. Die Zusammensetzung kann sich gegebenenfalls durch zuströmende Luft verändern. Der Kohleabbau führt zu einer Auflockerung und Druckreduzierung der Flöze mit der Folge, dass das Methan in die bewetterten Strecken von Bergwerken hineindiffundiert und die Wetter sich mit Methan anreichern.

## Grubengasarten

### Flözgas
Flözgas (Coal Bed Methane (CBM)) wird durch Bohrungen von über Tage gefördert.

### Grubengas
Das eigentliche Grubengas (Coal Mine Methane (CMM)) ist das Gas, das während des aktiven Steinkohlenbergbaus freigesetzt wird. Die Abfuhr des Gases kann über die Grubenbewetterung und/oder durch eine aktive Grubengasabsaugung geschehen. Die Gasabsaugung dient vorrangig der Vermeidung schlagender Wetter als Maßnahme des Arbeitsschutzes. Eine energetische Verwertung erfolgt bei der Starkgasabsaugung und das Grubengas wird als Brennstoff für die Kesselfeuerungen oder auch für Gasmotoren und Gasturbinen für die Wärme-Kraft-Kopplung genutzt.

### Grubengas aus stillgelegten Bergwerken
Die Flöze in stillgelegten Bergwerken sind nicht vollständig abgebaut worden. Teilweise sind Flöze aufgrund der geringen Mächtigkeit, der Art der Lagerung oder Verwerfungen nicht abgebaut worden oder der Abbau war aufgrund eines hohen Bergeanteils nicht wirtschaftlich. So sind auch noch nach der Stilllegung eines Bergwerkes weiterhin große Methangehalte in den verbliebenen Karbon vorhanden. Der Kohleabbau und aufgefahrene Strecken führten zu einer Auflockerung des Deckgebirges, wodurch Grubengas freigesetzt und an die Tagesoberfläche strömen kann. Die Migration des Grubengases ist abhängig von der Dicke und den Diffusionseigenschaften des Deckgebirges abhängig. Grundsätzlich ist die Gefahr der Grubengasanreicherung höher, wenn das Deckgebirge zum Karbon gering ist. Weiterhin trägt die Einstellung oder Einschränkung der Wasserhaltung dazu bei, dass das Grubengas zur Tagesoberfläche gedrückt wird.DMT GmbH & Co. KG: Gutachtliche Stellungnahme zur Freisetzung von Grubengas an der Tagesoberfläche und zum Monitoring im Zuge des Wasseranstiegs im Bereich der Wasserprovinz Zollverein, PFG-Nr. 351 015 21. In: dmt-group.com. 22. April 2021, abgerufen am 13. Juli 2024.

### Starkgasabsaugung
Bei hoher Methankonzentration in einem zum Abbau hergerichteten Streb wird das Gas zur Vermeidung einer gefährlichen explosionsfähigen Konzentration in den Wettern aus den Flözen durch Anlegen eines Unterdrucks abgesaugt. Daneben werden auch nicht mehr genutzte und durch Dämme abgetrennte Strecken an die Absaugung angeschlossen, um die Diffusion in offene Strecken zu verringern. Dieses abgesaugte Gas wird als Grubengas bezeichnet. Da die Bohrungen, Abdämmungen und auch die Rohrleitungsverbindungen nur bedingt dicht zur bewetterten Strecke abgetrennt sind, wird immer ein erheblicher Luftanteil mit angesaugt. Daher hat das Grubengas aus aktiven Bergwerken immer einen hohen Luftgehalt; das Verhältnis von Sauerstoff und Stickstoff entspricht der Zusammensetzung der Atmosphäre. Die zulässige Untergrenze des Methangehaltes liegt bei der Grubengasaussaugung bei 22 Vol-%. Bei geringeren Werten wird die Absaugung abgeschaltet, um zu vermeiden, dass die obere Explosionsgrenze (OEG) von Methan (15 Vol.-%) unterschritten und damit ein explosionsfähiges Gasgemisch gefördert würde. Diese Form der Gasabsaugung wird als Starkgasabsaugung bezeichnet, da die Konzentration des Methans über der oberen Explosionsgrenze liegt. Die Vorschriften zum Explosionsschutz müssen beachtet werden.

### Schwachgasabsaugung

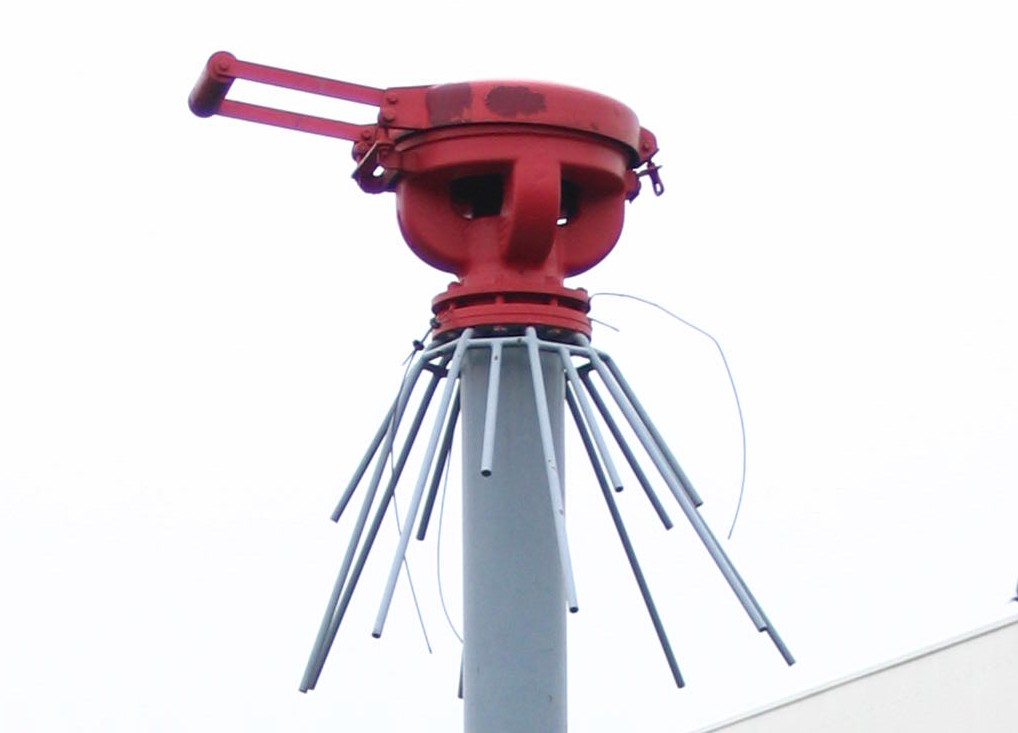
Flammendurchschlagsicherung an der Entgasungsleitung eines stillgelegten Kohlenbergbauschachtes

Neben der Starkgasabsaugung wird auch in Sonderfällen die Schwachgasabsaugung eingerichtet. Dieses Verfahren kann angewendet werden, wenn der Methangehalt des abgesaugten Grubengases unter 2 Vol.-% liegt und somit die untere Explosionsgrenze nicht überschritten wird. Die Gassauger müssen möglichst nahe an der Absaugstelle angeordnet werden. Vor den Gassaugern ist ein Nebeneinlass eingebaut, über den durch Zufuhr der umgebenden Wetter der Methangehalt unter dem Grenzwert gehalten wird. Saug- und Druckseite des Verdichters sowie des Nebeneinlasses sind mit Flammendurchschlagsicherungen ausgerüstet, um eine mögliche Explosion auf den Innenbereich der Rohrleitung zu begrenzen. Der Methangehalt wird überwacht; der Voralarm erfolgt bei 2–2,5 Vol.-% und die Abschaltung der Verdichter bei 3 Vol.-%. Beim Ausfall der Verdichter müssen automatisch Ventile auf der Saugseite hinter den Absaugstellen geschlossen werden. Das abgesaugte Schwachgas wird mit den umgebenden Wettern vor der Mündungsstelle im Streb auf den Grenzwert < 1 Vol.-% verdünnt, wozu ein zusätzlicher Verdünnungslüfter notwendig ist. Der Methangehalt hinter der Austrittsstelle ist ebenfalls zu überwachen und bei Erreichen des Grenzwertes von 1-Vol.-% ist die Absauganlage stillzusetzen. Die Schwachgasabsaugung wird von den Bergbehörden in der Regel nur befristet und in Sonderfällen im Rahmen des Betriebsplanverfahrens zugelassen. Es sind relativ große weniger mit CH4 belastete Wetterströme notwendig, um das Grubengas ausreichend zu verdünnen.

### Absaugung aus stillgelegten Bergwerken
Das aus stillgelegten Schächten abgesaugte Gas hat eine deutlich andere Zusammensetzung als das in aktiven Bergwerken abgesaugte Starkgas. Da aufgrund der eingestellten Bewetterung kein direkter Zugang von Luft zum Kohlenflöz mehr besteht, enthält dieses Grubengas kaum freien Sauerstoff. Der Sauerstoff, der beim Abbau der Kohle oder nach Stilllegung des Bergwerkes durch offene Schächte in die bestehenden Hohlräume eingedrungen ist, reagiert mit dem Kohlenstoff zu CO2. Neben dem Methan enthält dieses Gas somit den im CO2 gebundenen Sauerstoff und den molekularen Stickstoff.
Eine passive Grubengasabführung wird eingesetzt, um das Gas kontrolliert in die Atmosphäre abzuleiten. Das Grubengas wird durch eine Schachtleitung, die durch die Schachtfüllsäule zur Tagesoberfläche geleitet und das Gas wird durch eine Flammendurchschlagsicherung abgeführt. Je nach Außenluftdruck entweicht Grubengas über die Schachtleitung oder Luft dringt bei hohen Luftdruck über die Rohrleitung in den Schacht. Voraussetzung für den Betrieb dieser Entgasung ist, dass die Rohrleitung über dem Wasserstand im Grubengebäude angeordnet ist. Bei einer Reduzierung der Wasserhaltung in den Altbauten kann die Rohrleitungsöffnung überflutet werden und dann ist die Grubengasabführung nicht mehr möglich. In den Betriebsplänen für die Stilllegung von Bergwerken war in den letzten Jahrzehnten insbesondere die Thematik der kontrollierten Abführung des Grubengas thematisiert worden, und es sind in den zu verfüllenden Schächten Rohrleitungen für die Entgasung vorgesehen worden. Zumeist wurden zur Verfüllung dichte Schachtsäulen aus kohäsiven Baustoffen eingesetzt, die bis zu einer Schachtbühne über dem höchsten Grubenwasserstand reichte und durch die Entgasungsrohrleitung führt.

## Gefahren durch Grubengas
Im Steinkohlebergbau kann eine unzulässig hohe Konzentration von Grubengas in den Wettern zu einer Schlagwetterexplosion führen. Durch die Bewetterung der Grubenbaue wird der Methangehalt unter 1 % gehalten, so dass keine explosionsfähigen Gemische entstehen können. Ein explosionsfähiges Gemisch entsteht bei einem Methangehalt von 4 bis 15 Vol.-% in der Luft. Durch Undichtigkeiten kann Grubengas in Bergbaugebieten auch in öffentliche und private Kanalisationsnetze eingetragen werden.
Sämtliche elektrischen Anlagen in den Untertageanlagen des Steinkohlenbergbaus müssen schlagwettergeschützt ausgeführt sein. Zugelassene schlagwettergeschützte elektrische Geräte dürfen keine Funken erzeugen oder Oberflächentemperaturen haben, die ein explosionsfähiges Methan-Luft-Gemisch zünden können.
Das Volumen des Grubengasausstritts in der Bundesrepublik pro Jahr wird auf rund 1,5 Milliarden m³ geschätzt.

## Energetische Nutzung

### Grubengasabsaugung an einem aktiven Bergwerk

Grubengasabsaugung an einem aktiven Bergwerk

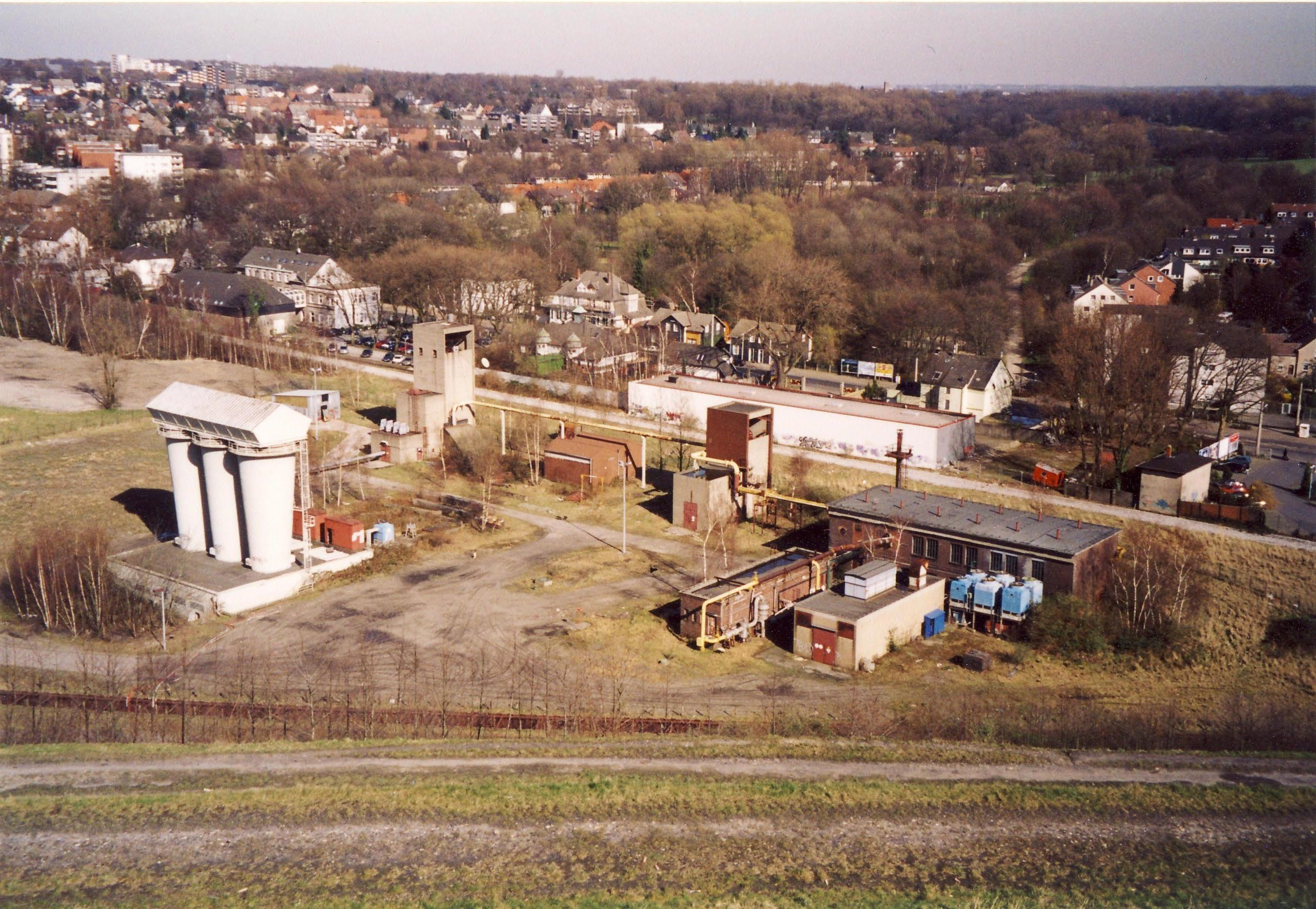
Schachtanlage Hugo 1/4 mit Gasabsauganlage am aktiven Bergwerk. Die Grubengasleitung hat einen gelben Farbanstrich. Vor der Absaugung wird das Gas über einen Wasserabscheider geleitet. In dem Zechengebäude waren die Grubengassauger aufgestellt.

Grubengas als gefährliches explosionsfähiges Gas wird aus den untertägigen Bereichen der Zechen durch den Wetterstrom verdünnt. Die Wetter werden durch Grubenlüfter nach über Tage abgesaugt und in die Atmosphäre abgeleitet. Durch Wetterkurzschlüsse, schlecht bewetterbare Strecken oder beim Abbau plötzlich austretende hohe Methangasmengen kam es in der Frühzeit des Bergbaus oft zu Schlagwetterexplosionen. Oft folgten der Gasexplosion aufgrund des aufgewirbelten Kohlenstaubes Staubexplosionen, die eine noch wesentlich verheerendere Wirkung haben und zu Verletzungen und Todesfällen führen.
In Verbindung mit zunehmender Mechanisierung des Steinkohlenbergbaus und dem einhergehenden größeren Anfall von Methan im Wetterstrom begann man in den 1940er Jahren, das Gas gezielt abzusaugen. Dafür wurden Bohrlöcher von den Abbaustrecken her in das Flöz gebohrt. Diese Bohrungen werden an eine Gassammelleitung angeschlossen, über welche das Grubengas nach über Tage gefördert wird. Gassauger sind meistens über Tage aufgestellt und fördern das Gas über Flammendurchschlagsicherungen an die Atmosphäre oder einer Gasverwertungsanlage zu. Als Gassauger werden Drehkolbengebläse oder Wasserringpumpen eingesetzt. Die Absaugung ist nur freigegeben, wenn die obere Explosionsgrenze mit einem Sicherheitszuschlag (min. 22 Vol.-% Methan) nicht unterschritten wird.
Die Verwertung von Grubengas erfolgte zunächst ausschließlich durch die Verbrennung des Gases in Dampfkesseln. Grubengas fiel aber in sehr unterschiedlicher Menge an. Außerdem ist der Gasgehalt der Flöze stark schwankend, und eine Gasabsaugung wurde wegen des Aufwandes nur dann an einer Abbaustrecke installiert, wenn eine nicht ausreichende Verdünnung des Grubengases im Wetterstrom prognostiziert wurde. Da die Gasverwertung nicht unternehmerisches Ziel der Zechen war, stand die anfallende Gasmenge in keiner Relation zur möglichen Verwertbarkeit. Entweder musste die Kesselanlage mit zugekauftem Erdgas beheizt werden oder überschüssiges Gas wurde über Tage an der Atmosphäre abgefackelt.
Erste weitergehende Grubengasnutzung mit Stromerzeugung wurde auf der Zeche Haus Aden 1/2 in Oberaden bei Bergkamen in den 1980er Jahren vorangetrieben. Das Grubengas wurde auf 12 bar verdichtet und in einer Gasturbine mit angetriebenen elektrischen Generatoren verbrannt und somit zur energetisch hochwertigen Stromerzeugung genutzt. Auf der Zeche Ewald 3/4 (Herten) wurde das abgesaugte und verdichtete Gas einem Motorheizkraftwerk der Stadtwerke Gelsenkirchen zugeleitet und zur Stromerzeugung genutzt.

### Grubengasverwertung an stillgelegten Schächten

Grubengasabsaugung an einem stillgelegten Bergwerk

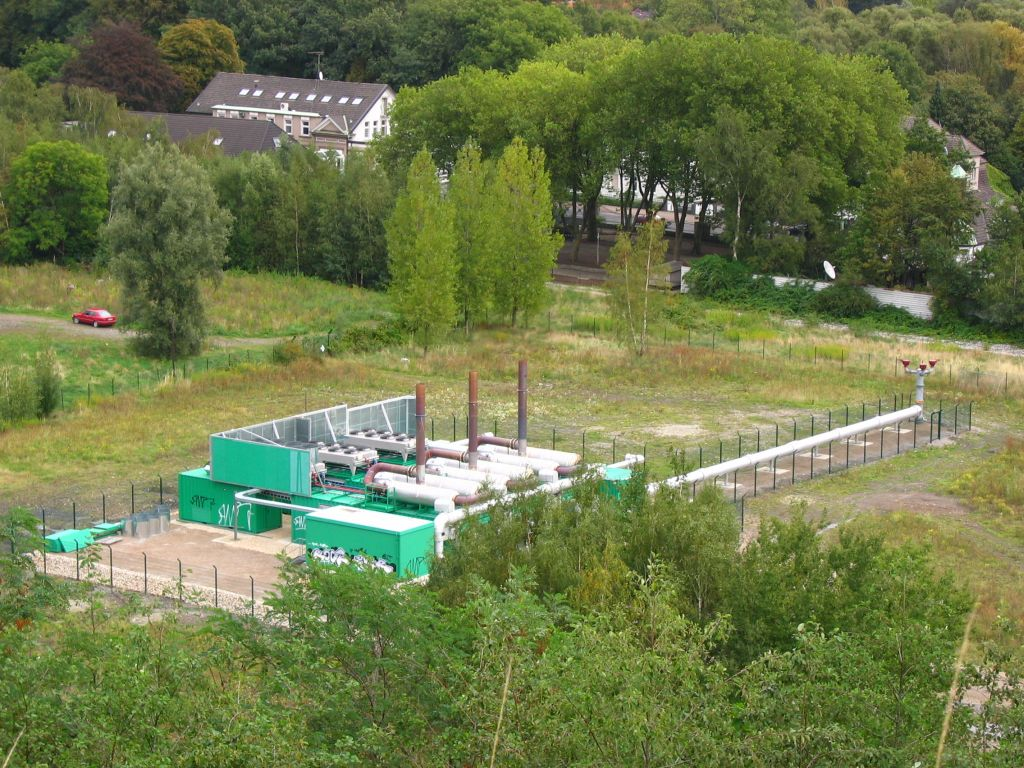
Grubengasgewinnungsanlage an den stillgelegten Schächten Hugo 1/4 in Gelsenkirchen

Bis in die 1980er Jahre wurden die stillgelegten Schächte des Steinkohlenbergbaus mit Lockermassen verfüllt. Das durch die Schachtfüllsäule migrierende Gas strömt bis zur Schachtplatte und wird von dort über eine eingebrachte Rohrleitung an die Atmosphäre geleitet. Die Mündung der Entgasungsleitung ist mit einer dauerbrandsicheren Flammendurchschlagsicherung versehen. Je nach Luftdruckbedingungen strömt entweder Grubengas an die Atmosphäre oder es wird Luft angesaugt. Die Entgasungsleitung wurde errichtet, um ein unkontrolliertes Ausströmen von Grubengas zu vermeiden. Es besteht nämlich die Gefahr, dass sich das Gas in Kellerräumen gefährlich anreichern kann. Später verfüllte Schächte wurden mit betonhaltiger und somit dauerstandfester kohäsiver Füllmasse verschlossen, um den oftmals auftretenden Abgang der Füllsäule auszuschließen. Meistens wurden vorhandene Schachtrohrleitungen durch die Füllsäule genutzt, um die angesammelten Grubengase abzuleiten. Allerdings war die Ausführung z. B. durch fehlende Anschlüsse zu den abgedämmten Sohlen oder den geringen Rohrleitungsquerschnitt nicht für eine Gasnutzung optimiert. Oft ist die nutzbare Gasmenge aufgrund des erreichbaren Unterdrucks und des mit steigendem Gasstrom steigenden Druckabfalls in der Rohrleitung begrenzt.
Die Wirtschaftlichkeit der Nutzung von Grubengas aus stillgelegten Schächten wurde lange Zeit bezweifelt. Es gab einige Schächte, aus denen bei Tiefdrucklagen merkliche Mengen Grubengas ausströmten. Erkennbar ist dies durch Strömungsgeräusche und Schlierenbildung in der Atmosphäre aufgrund unterschiedlicher Lichtbrechung.
- Das erste Projekt zur energetischen Nutzung von Grubengas wurde im Jahr 1997 durch die Stadtwerke Herne in Zusammenarbeit mit dem Fraunhofer-Institut für Umwelt-, Sicherheits- und Energietechnik initiiert. An dem stillgelegten und mit einer Entgasungsleitung ausgestatteten Schacht Mont Cenis 3 in Herne-Sodingen wurde eine Grubengasabsauganlage errichtet. Das Gas kann zwei Jenbacher-Gasmotoren zugeführt werden. Die elektrische Leistung jedes Moduls beträgt 253 kW bei 378 kW thermischer Leistung. Die Motorenabwärme kann am Standort (Akademie Mont Cenis) direkt genutzt werden. Der erfolgreiche Betrieb (und steigende Energiepreise) führten im Ruhrgebiet in der Folgezeit zu einem Boom bei der energetischen Nutzung von Grubengas. Diese Entwicklung wurde auch deshalb weiter forciert, weil die Anlagen nach dem Erneuerbare-Energien-Gesetz (EEG) gefördert werden. Methan als Hauptbestandteil des Grubengases hat einen 21-fach stärkeren Treibhauseffekt als CO2. Daher trägt die Verbrennung des Grubengases auch zur Verringerung des Treibhauseffektes bei.

- Im September 2002 nahm eine mobile Anlage auf der Grube Anna den Betrieb auf. Diese ehemalige Zeche im Aachener Revier war die einzige, auf der Grubengas-Verstromung noch möglich war; in allen anderen war das Grundwasser schon zu hoch gestiegen. Auf „Anna“ stand das Grundwasser im Jahr 2002 bei 420 Meter Teufe.[3]

In den meisten Fällen sind die Grubenabsauganlagen und Gasmotoren in mobile Container eingebaut. So können die Standorte der Anlagen bei Versiegen der Gasquelle geändert werden.

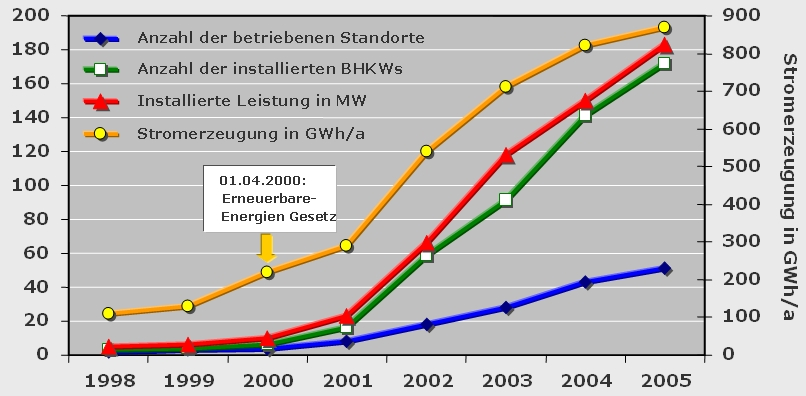
Grubengasproduktion in Deutschland von 1998 bis 2005

Die Grubengasproduktion in Deutschland hat sich seit den 1990er Jahren deutlich gesteigert und erfolgreich entwickelt, wie die nebenstehende Grafik zeigt.